# نیتروآلکن
نیتروآلکن یا نیترواُلفین، یک گروه عاملی است که مخلوطی از ویژگی‌های دو بخش سازنده اش، یعنی آلکن و گروه نیترو را از خود نشان می‌دهد. همچنین این ماده ویژگی‌هایی از خود نیز دارد که در واکنش‌هایی مانند واکنش مایکل و واکنش دیلز-آلدر بروز می‌دهد.

## ساخت
نیتروآلکن‌ها به روش‌های گوناگونی ساخته می‌شوند، از جمله:
- واکنش نیتروآلدول مانند تراکم نووناگل:[۱][۲][۳]

- نیتراسیون یک آلکن با نیتریل یدید تولید شده از نیتریت نقره و عنصر ید:[۴]

- نیتراسیون مستقیم آلکن‌ها با نیتریک اسید و یک کاتالیزور آلومینیم اکسید در شرایط اسیدی:[۵]

- نیتراسیون مستقیم آلکن‌ها با نیترات آهن (III) در پناه مونتموریونیت:[۶]

- دهیدراته کردن الکل‌های نیترو:[۷]